# Jackson (Wisconsin)
Jackson is een plaats (village) in de Amerikaanse staat Wisconsin, en valt bestuurlijk gezien onder Washington County.

## Demografie
Bij de volkstelling in 2000 werd het aantal inwoners vastgesteld op 4938. In 2006 is het aantal inwoners door het United States Census Bureau geschat op 6085, een stijging van 1147 (23,2%).

## Geografie
Volgens het United States Census Bureau beslaat de plaats een oppervlakte van 6,5 km², geheel bestaande uit land. Jackson ligt op ongeveer 272 m boven zeeniveau.

## Plaatsen in de nabije omgeving
De onderstaande figuur toont nabijgelegen plaatsen in een straal van 16 km rond Jackson.